# Santa María de la Peña
Santa María de la Peña es un pueblo de la comarca de la Hoya de Huesca que pertenece al municipio de Las Peñas de Riglos en la provincia de Huesca, Aragón. Situada en una pequeña loma junto a la carretera A-132 en el costado norte del embalse de La Peña, su distancia a Huesca es de 40 km.

## Historia
- En mayo de 1198 el rey Pedro II de Aragón concedió en feudo a los hermanos Lupo y Fortún Ablatí de Bailo el lugar de Santa María de Jaz (SINUÉS, n.º. 1601 a 1603)
- El 1 de junio de 1276 el infante Pedro (futuro (Pedro III) dio a Rodrigo Jiménez de Luna la villa de Santa María de Triste (SINUÉS, nº375; UBIETO ARTUR, Nobiliario, p. 192)
- El 12 de marzo de 1379 el rey Pedro IV de Aragón concedió a Jordán de Urriés en feudo la Peña de Cacabiello, en donde estaba la villa de Santa María (SINUÉS, nº. 1604)
- En 1392 se habla del "logar de Santa María de Yest, que yes de Fadric d'Urryés, escudero" (LEDESMA, El libro de cuentas, p. 146)
- En 1398 la tenía Federico de Urriés (SINUÉS, nº. 1607)
- En 1610 era de Pedro de Urriés, señor de Ayerbe (LABAÑA, p.44)
- En 1845 se le unen Triste y Yeste
- 1873 - 1900 pierde la capitalidad en favor de Triste

## Demografía
| Gráfica de evolución demográfica de Santa María y la Peña entre 1842 y 1887 |
| |
| Población de derecho según los censos de población del INE Población de hecho según los censos de población del INEEntre el censo de 1857 y el anterior, crece el término del municipio porque incorpora a Triste y Yeste Entre el censo de 1897 y el anterior, este municipio desaparece porque cambia de nombre y aparece como el municipio Triste |

### Localidad
Datos demográficos de la localidad de Santa María de la Peña desde 1900:
| 178                   | 192 | 187 | 165 | 167 | 163 | 120 | 79 | 47 | 44 | 42 | 25 | 19 |
| (Fuente: IAEST e INE) |     |     |     |     |     |     |    |    |    |    |    |    |

- Aparece en el Nomenclátor con el nombre de Santa María.
- Datos referidos a la población de derecho.

## Monumentos
- Parroquia dedicada a San Sebastián
- Ermita dedicada a Santiago

## Para ver
- Casa Americana incrusta portal dovelado, la puerta de madera es de 1847